# Lamberto Dini
Lamberto Dini (Firenca, 1. ožujka 1931.), talijanski je političar i ekonomist, ranije je bio premijer italije, ministar vanjskih poslova i ministar pravosuđa.
Dužnost premijera obnašao je 1995. – 1996. godine.